# Христаделфианци
Христаделфианците (от гръцки братя и сестри в Христа) са не-тринитарианско Християнско вероизповедание, основано в САЩ през 1848 г. от Др. Джон Томас. Сега те имат членове и църкви, които наричат еклезии, в целия свят. Независими оценки определят броя на Христаделфианците в света на около 60 000: Обединеното кралство (18000), Австралия (9987), Малави (7000), Мозамбик (5300) САЩ (6500), Канада (3375), Нова Зеландия (1782), Кения (1700), Индия (1300), Танзания (1000) и Филипините (1000).
Би Би Си, Британска съобщителна корпорация BBC ги класифицира като евангелски църкви. 

## Принципи на вярата
Техните основни принципи на вярата са следните:
- Библията е вдъхновено от Бога слово
- Исус Христос е Божи Син, но не е Бог и не е съществувал преди раждането Си
- Христос ще се върне на земята и ще установи Царството Божие на земята
- Смъртта е състояние на безсъзнателност – те отхвърлят безсмъртието на душата и вярват в безсмъртие при определени условия
- Ад означава просто гроб
- Кръщението представлява пълно потапяне във вода като зрял, съзнателен човек
- Светият Дух не е личност, а Божията сила
- Сатана не е личност, а символ на човешката греховност. Тяхната вяра относно Сатана е това, което ги прави уникални и отличаващи се от всички останали Християнски групи [2].

Тяхното най-популярно твърдение за вярата е изложено в книгата „Основи на Библията“ .

## Богослужение
Христаделфианците се срещат редовно, за да извършват церемонията по разчупване на хляба в памет на смъртта на Исус. Те се срещат в домове и в малки зали. Тяхната служба е проста и е опит да се подражава на Християнството от първи век. Те нямат централно управляващо тяло и всяка църква (еклезия) е автономна.

## Общност
Месечното списание Христаделфианец (The Christadelphian) е публикуван в Бирмингам от 1864. . Те също така публикува безплатно списание за студенти Библията.  Те са триста автономни местни църкви във Великобритания. Всяка година местните църкви избират представители на двете организации за проповядване. Дружество на помощни Лектори (CALS) за проповядване в Обединеното кралство.Христаделфианската Библейскската Мисия (CBM) за проповядване в Европа и в Африка.
Христаделфианците имат дълга история на отказ на служене в армията . Те имат няколко сайтове, които предлагат курсове за кореспонденция. Различни издатели развиват литературна дейност, чийто пълен списък на произведенията наброява около 800 публикации..
Христаделфианците са критикувани поради отхвърлянето на Троицата, което кара някои консервативни християни ги класифицират като култ, например калвинист пастор Матей Слик.. Въпреки това, видни социолози Брайън Уилсън разгледа група през 1959 г., и заключи, че те не са имали характеристиките на култа. Уилсън, класифицирани в групата като „стабилна секта“. 